# Tim Burke
Timothy (Tim) Burke (Plattsburgh, 3 februari 1982) is een voormalig Amerikaanse biatleet. Hij vertegenwoordigde zijn vaderland op de Olympische Winterspelen 2006 in Turijn, op de Olympische Winterspelen 2010 in Vancouver en op de Olympische Winterspelen 2014 in Sotsji.

## Carrière
Burke maakte zijn wereldbekerdebuut in januari 2004 in Ruhpolding. In november 2006 scoorde hij in Östersund zijn eerste wereldbekerpunten. Twee maanden later eindigde de Amerikaan voor de eerste maal in zijn carrière in de top tien van een wereldbekerwedstrijd. In december 2009 stond Burke in Östersund voor de eerste keer op het podium van een wereldbekerwedstrijd.
Burke nam in zijn carrière negen keer deel aan de wereldkampioenschappen biatlon. Op de wereldkampioenschappen biatlon 2013 in Nové Město veroverde hij de zilveren medaille op de 20 kilometer individueel. Naast het behalen van deze medaille eindigde de Amerikaan nog vier keer in de top tien gedurende diverse wereldkampioenschappen.
Tijdens de Olympische Winterspelen van 2006 in Turijn was Burke's beste prestatie de vijfendertigste plaats op de 10 kilometer sprint. Vier jaar later in Vancouver was zijn beste resultaat de achttiende plaats op de 15 kilometer massastart.

## Resultaten

### Olympische Winterspelen
| Jaar | Plaats      | Onderdeel   | Onderdeel | Onderdeel     | Onderdeel  | Onderdeel | Onderdeel          |
| Jaar | Plaats      | Individueel | Sprint    | Achtervolging | Massastart | Estafette | Gemengde estafette |
| ---- | ----------- | ----------- | --------- | ------------- | ---------- | --------- | ------------------ |
| 2006 | Turijn      | 58e         | 35e       | 36e           | –          | 9e        |                    |
| 2010 | Vancouver   | 45e         | 47e       | 46e           | 18e        | 13e       |                    |
| 2014 | Sotsji      | 43e         | 19e       | 22e           | 21e        | –         | 8e                 |
| 2018 | Pyeongchang | 41e         | 47e       | 17e           | –          | 6e        | 15e                |

### Wereldkampioenschappen
| Jaar | Plaats            | Onderdeel                               | Onderdeel                               | Onderdeel                               | Onderdeel                               | Onderdeel                               | Onderdeel          |
| Jaar | Plaats            | Individueel                             | Sprint                                  | Achtervolging                           | Massastart                              | Estafette                               | Gemengde estafette |
| ---- | ----------------- | --------------------------------------- | --------------------------------------- | --------------------------------------- | --------------------------------------- | --------------------------------------- | ------------------ |
| 2004 | Oberhof           | 61e                                     | 71e                                     | –                                       | –                                       | 18e                                     |                    |
| 2005 | Hochfilzen        | 63e                                     | 66e                                     | –                                       | –                                       | –                                       | –                  |
| 2006 | Pokljuka          | Niet gehouden vanwege Olympische Spelen | Niet gehouden vanwege Olympische Spelen | Niet gehouden vanwege Olympische Spelen | Niet gehouden vanwege Olympische Spelen | Niet gehouden vanwege Olympische Spelen | –                  |
| 2007 | Antholz           | 7e                                      | 35e                                     | 32e                                     | 24e                                     | 9e                                      | –                  |
| 2008 | Östersund         | 29e                                     | 9e                                      | 10e                                     | 25e                                     | 15e                                     | –                  |
| 2009 | Pyeongchang       | 14e                                     | 11e                                     | 21e                                     | 28e                                     | 21e                                     | –                  |
| 2010 | Chanty-Mansiejsk  | Niet gehouden vanwege Olympische Spelen | Niet gehouden vanwege Olympische Spelen | Niet gehouden vanwege Olympische Spelen | Niet gehouden vanwege Olympische Spelen | Niet gehouden vanwege Olympische Spelen | –                  |
| 2011 | Chanty-Mansiejsk  | 30e                                     | 31e                                     | 30e                                     | –                                       | 6e                                      | –                  |
| 2012 | Ruhpolding        | 56e                                     | 10e                                     | 28e                                     | 23e                                     | 10e                                     | 12e                |
| 2013 | Nové Město        | Zilver                                  | 28e                                     | 32e                                     | 30e                                     | 12e                                     | –                  |
| 2015 | Kontiolahti       | 31e                                     | 15e                                     | 20e                                     | 14e                                     | 14e                                     | –                  |
| 2016 | Oslo Holmenkollen | 44e                                     | 14e                                     | 17e                                     | 12e                                     | 8e                                      | –                  |
| 2017 | Hochfilzen        | 36e                                     | 40e                                     | 32e                                     | –                                       | 7e                                      | –                  |

### Wereldkampioenschappen junioren
| Jaar | Plaats           | Onderdeel   | Onderdeel | Onderdeel     | Onderdeel |
| Jaar | Plaats           | Individueel | Sprint    | Achtervolging | Estafette |
| ---- | ---------------- | ----------- | --------- | ------------- | --------- |
| 2000 | Hochfilzen       | 50e         | 68e       | –             | 6e        |
| 2001 | Chanty-Mansiejsk | 48e         | 42e       | 44e           | 12e       |
| 2002 | Ratschings       | 31e         | 16e       | 11e           | 7e        |
| 2003 | Kościelisko      | 21e         | 44e       | DNS           | 18e       |

### Wereldbeker
Eindklasseringen
| Seizoen   | Algemeen | Individueel | Sprint | Achtervolging | Massastart |
| --------- | -------- | ----------- | ------ | ------------- | ---------- |
| 2006/2007 | 25e      | 19e         | 31e    | 26e           | 19e        |
| 2007/2008 | 29e      | 57e         | 34e    | 24e           | 29e        |
| 2008/2009 | 25e      | 32e         | 27e    | 21e           | 30e        |
| 2009/2010 | 14e      | 9e          | 12e    | 22e           | 14e        |
| 2010/2011 | 45e      | 48e         | 34e    | 34e           | -          |
| 2011/2012 | 20e      | -           | 14e    | 17e           | 22e        |
| 2012/2013 | 10e      | Brons       | 22e    | 11e           | Brons      |
| 2013/2014 | 24e      | -           | 3e     | 29e           | 4e         |
| 2014/2015 | 34e      | 25e         | 36e    | 34e           | 33e        |
| 2015/2016 | 15e      | 53e         | 13e    | 12e           | 23e        |
| 2016/2017 | 46e      | 28e         | 48e    | 46e           | -          |
| 2017/2018 | 32e      | 42e         | 30e    | 33e           | 33e        |